# Anchariidae
Los ancáridos (Anchariidae) son una familia constituida por peces actinopterigios de agua dulce y de la orden de los siluriformes. Se ha sugerido su revisión y poner un nuevo nombre a esta familia.
Se distribuye toda la familia como endemismos por ríos de la isla de Madagascar.